# Škudly
Škudly je malá vesnice, část města Přelouč v okrese Pardubice. Nachází se asi 3 km na jihozápad od Přelouče. V roce 2009 zde bylo evidováno 39 adres. V roce 2001 zde trvale žilo 81 obyvatel.
Škudly je také název katastrálního území o rozloze 1,44 km2.